# Halimodok
Halimodok is een bestuurslaag in het regentschap Belu van de provincie Oost-Nusa Tenggara, Indonesië. Halimodok telt 1063 inwoners (volkstelling 2010).